# Danakilia
Danakilia is een geslacht van straalvinnige vissen uit de familie van de cichliden (Cichlidae).

## Soorten
- Danakilia dinicolai Stiassny, de Marchi & Lamboj, 2010
- Danakilia franchettii (Vinciguerra, 1931)